# 侏果蝠
侏果蝠（學名：Nanonycteris veldkampii）为哺乳綱翼手目狐蝠科侏果蝠屬的單屬種。而與侏果蝠同科的動物尚有細齒狐蝠屬（細齒狐蝠）、管鼻果蝠屬（黑管鼻果蝠）、領果蝠屬（孤領果蝠）、小狐蝠屬（非洲小狐蝠）等之數種哺乳動物。